# 柳梧街道
柳梧乡（藏語：སྣེའུ་），是中华人民共和国西藏自治区拉萨市堆龙德庆区下辖的一个乡镇级行政单位。

## 行政区划
柳梧乡下辖以下地区：
柳梧村、德阳村、桑达村和达东村。